# Minkowskis olikhet
Minkowskis olikhet (efter Hermann Minkowski) är inom funktionalanalys en olikhet som säger att Lp-rummen är normerade rum, mer specifikt säger olikheten att om f och g är element i ett Lp-rum, med {\displaystyle 1\leq p\leq \infty } så är
{\displaystyle \|f+g\|_{p}\leq \|f\|_{p}+\|g\|_{p}}
med likhet om och endast om f och g är positiva multiplar av varandra, dvs {\displaystyle f=\lambda g} för något {\displaystyle \lambda \geq 0}.
Utskrivet innebär detta alltså:
{\displaystyle \left(\int |f+g|^{p}d\mu \right)^{\frac {1}{p}}\leq \left(\int |f|^{p}d\mu \right)^{\frac {1}{p}}+\left(\int |g|^{p}d\mu \right)^{\frac {1}{p}}}
Olikheten gäller även för serier:
{\displaystyle \left(\sum _{k=1}^{n}|x_{k}+y_{k}|^{p}\right)^{\frac {1}{p}}\leq \left(\sum _{k=1}^{n}|x_{k}|^{p}\right)^{\frac {1}{p}}+\left(\sum _{k=1}^{n}|y_{k}|^{p}\right)^{\frac {1}{p}}}